# Chifeng
| Mongolische Bezeichnung            | Mongolische Bezeichnung |
| ---------------------------------- | ----------------------- |
| Mongolische Schrift:               | ᠤᠯᠠᠭᠠᠨᠬᠠᠳ ᠬᠣᠲ           |
| Transliteration:                   | ulaɣanqad qota          |
| Offizielle Transkription der VRCh: | Ulanhad                 |
| Kyrillische Schrift:               | Улаанхад хот            |
| ISO-Transliteration:               | Ulaanhad hot            |
| Transkription:                     | Ulaanchad chot          |
| Chinesische Bezeichnung            |                         |
| Traditionell:                      | 赤峰市                  |
| Vereinfacht:                       | 赤峰市                  |
| Pinyin:                            | Chìfēng Shì             |
| Wade-Giles:                        | Chih-fêng Shih          |

Lage von Chifeng in der Inneren Mongolei

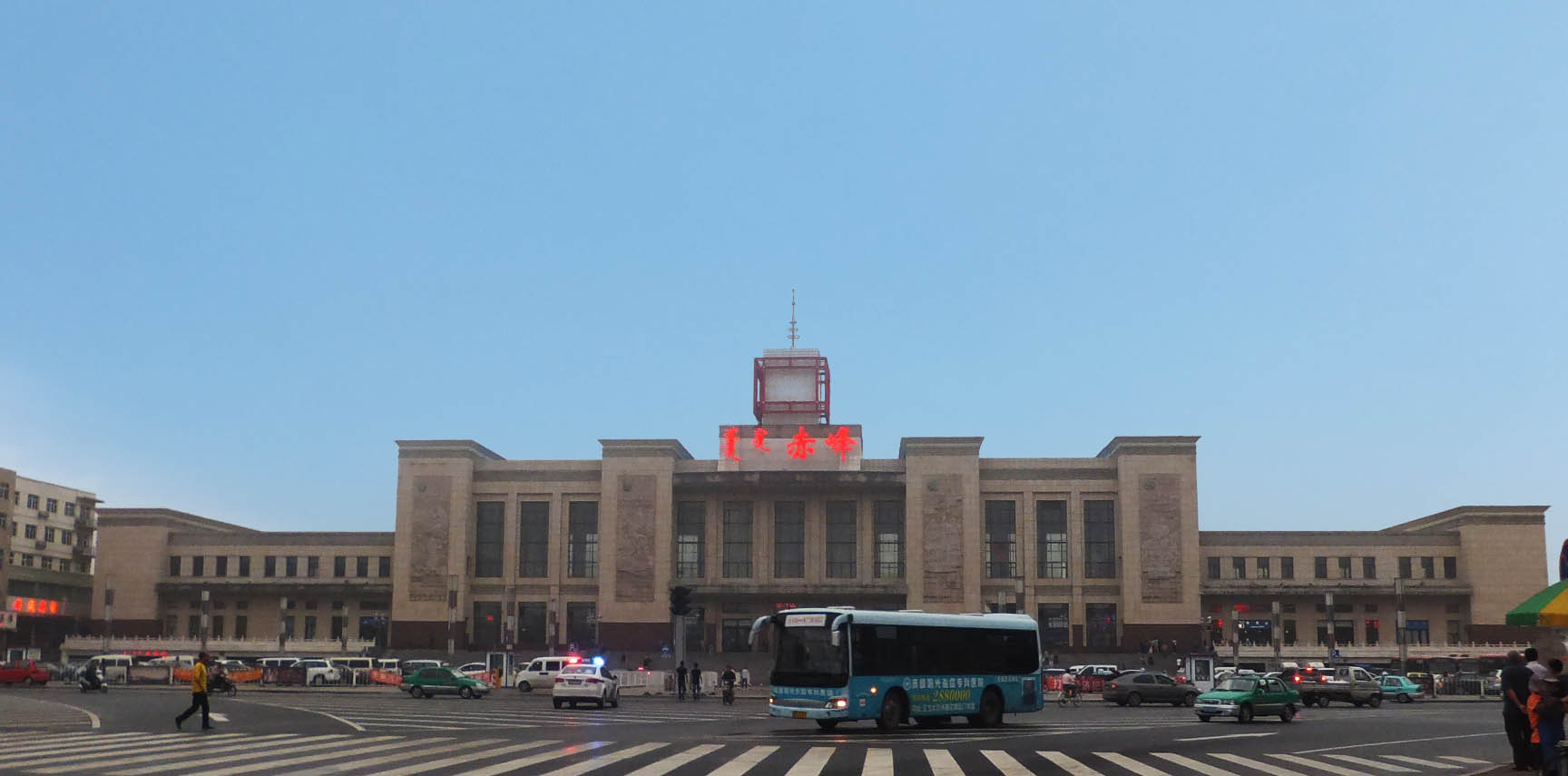
Bahnhof von Chifeng

Chifeng (Ulanhad) ist eine bezirksfreie Stadt im Nordosten des Autonomen Gebiets Innere Mongolei der Volksrepublik China. Chifeng ist der Sitz eines römisch-katholischen Bischofs. Die Stadt hat ein Verwaltungsgebiet von 90.275 km² und ca. 4,31 Millionen Einwohner (Ende 2016). In dem eigentlichen städtischen Siedlungsgebiet von Chifeng leben 902.285 Menschen (Zensus 2010).
Koordinaten: 42° 16′ N, 118° 57′ O

## Administrative Gliederung
Das Verwaltungsgebiet der Stadt Chifeng besteht aus drei Stadtbezirken, zwei Kreisen und sieben Bannern:
- Stadtbezirk Hongshan (红山区), 170 km², 300.000 Einwohner;
- Stadtbezirk Yuanbaoshan (元宝山区), 887 km², 290.000 Einwohner;
- Stadtbezirk Songshan (松山区), 5.955 km², 540.000 Einwohner;
- Kreis Ningcheng (宁城县), 4.305 km², 600.000 Einwohner, Hauptort: Großgemeinde Tianyi (天义镇);
- Kreis Linxi (林西县), 3.933 km², 240.000 Einwohner, Hauptort: Großgemeinde Linxi (林西镇),
- Ar-Horqin-Banner (阿鲁科尔沁旗), 14.555 km², 300.000 Einwohner, Hauptort: Großgemeinde Tianshan (天山镇);
- Linkes Bairin-Banner (巴林左旗), 6.713 km², 350.000 Einwohner, Hauptort: Großgemeinde Lindong (林东镇);
- Rechtes Bairin-Banner (巴林右旗), 9.837 km², 180.000 Einwohner, Hauptort: Großgemeinde Daban (大板镇);
- Hexigten-Banner (克什克腾旗), 20.673 km², 250.000 Einwohner, Hauptort: Großgemeinde Jingpeng (经棚镇);
- Ongniud-Banner (翁牛特旗), 11.882 km², 470.000 Einwohner, Hauptort: Großgemeinde Wudan (乌丹镇);
- Harqin-Banner (喀喇沁旗), 3.071 km², 370.000 Einwohner, Hauptort: Großgemeinde Jinshan (锦山镇);
- Aohan-Banner (敖汉旗), 8.294 km², 590.000 Einwohner, Hauptort: Großgemeinde Xinhui (新惠镇).

## Ethnische Gliederung der Gesamtbevölkerung Chifengs (2000)
Chifeng hat eine Gesamtfläche von 90.275 km² und laut Zensus (2000) 4.435.737 Einwohner (Bevölkerungsdichte: 49,14 Einwohner/km²).
| Name des Volkes | Einwohner | Anteil  |
| --------------- | --------- | ------- |
| Han             | 3.441.581 | 77,58 % |
| Mongolen        | 830.357   | 18,72 % |
| Mandschu        | 128.656   | 2,9 %   |
| Hui             | 31.122    | 0,7 %   |
| Koreaner        | 1.614     | 0,04 %  |
| Zhuang          | 402       | 0,01 %  |
| Daur            | 386       | 0,01 %  |
| Sonstige        | 1.619     | 0,04 %  |

## Söhne und Töchter der Stadt
- Ma Boyong (* 1980), Schriftsteller, Kolumnist und Blogger
- Fei Dao (* 1983), Science-Fiction- und Fantasy-Schriftsteller
- Yang Liu (* 1992), Boxerin